# Frederick Law Olmsted National Historic Site
Le Frederick Law Olmsted National Historic Site est une aire protégée américaine à Brookline, dans le comté de Norfolk, dans le Massachusetts. Créé le 12 octobre 1979, ce site historique national protège une ancienne propriété de Frederick Law Olmsted déjà classée National Historic Landmark le 23 mai 1963 et inscrite au Registre national des lieux historiques depuis le 15 octobre 1966.